# Dennis Farina
Dennis Farina (29. februar 1944 - 22. juli 2013) var en italiensk-amerikansk skuespiller og tidligere politiefterforsker. Han regnedes som karakterskuespiller og tildeltes ofte roller som mafioso eller, mere passende, politimand.
Farina blev født i Chicago ind i en stor italiensk familie og havde to brødre og tre søstre. Han var politimand i Chicago-politiet fra 1967 til 1985, de sidste år som kriminalefterforsker. Han fattede interesse for skuespillerfaget efter at have hjulpet Hollywood-instruktøren Michael Mann som politirådgiver i nogen af hans tidlige projekter. Farina fortsatte i dette spor ved at påtage sig ekstraarbejde på Chicagos teaterscene indtil Mann tildelte ham hovedrollen i TV-serien Crime Story (1986–1988).
Blandt andre film i Farinas filmografi kan nævnes Manhunter, Get Shorty, Out of Sight, Saving Private Ryan og Snatch.